# Oussama El Gharib
Pour les articles homonymes, voir Gharib.
Oussama El Gharib est un footballeur marocain né le 15 janvier 1987 à Tanger. Il évolue au poste de latéral gauche à l'Olympique de Khouribga.
Il joue également avec l'équipe du Maroc des locaux et remporte en 2012 la Coupe arabe des nations en gagnant contre la Libye en finale.

## Biographie

### Club
Formé à Ittihad de Tanger et puis FUS de Rabat, il intègre l'équipe A en 2009 et joue lors de trois saisons : 2009-2010, 2010-2011 et 2011-2012. Lors de la saison 2010-2011, il remporte ses deux premiers titres, il s'agit de la Coupe du Trône et de la Coupe de la CAF. Lors de la saison 2011-2012, il est vice-champion du Maroc (Moghreb de Tetouan champion) et devient international. En juin 2012, il signe son tout premier contrat professionnel avec le club du Wydad de Casablanca et dispute sa première rencontre contre le Chabab Mohammédia en marge des 16e de finale de la Coupe de Trône et s'impose par 3-2.

### Sélection
Lors de la saison 2011-2012, il devient titulaire et prend part à la Coupe arabe des nations de football qui fut remporté par les Lions de l'Atlas en finale contre la Libye 1-1 (5-3 aux t-a-b), lors des quarts de finale contre l'Irak, il marque son premier but international lors du match remporté par les Marocains sur le score de 2-1.
| Caps | Date       | Match           | Lieu      | Score           | Compétition           | But |
| 1    | 11/11/2011 | Maroc - Ouganda | Marrakech | 0 - 1           | LG Cup                | --  |
| 2    | 29/06/2012 | Yemen - Maroc   | Jeddah    | 0 - 4           | Coupe Arabes          | --  |
| 3    | 03/07/2012 | Irak - Maroc    | Jeddah    | 1 - 2           | ½ Finale Coupe Arabes | 1   |
| 4    | 06/07/2012 | Libye - Maroc   | Jeddah    | 1 - 1 (1 - 3 p) | Finale Coupe Arabes   | --  |
| ---- | ---------- | --------------- | --------- | --------------- | --------------------- | --- |

## Carrière
- 2009-2012:  FUS de Rabat
- 2012-2013:  Wydad de Casablanca[1]
- 2013-2015:  Difaâ Hassani d'El Jadida
- 2015-....... :  Ittihad Riadhi de Tanger

## Palmarès
Ittihad Riadhi de Tanger
- Championnat du Maroc
  - champion en 2018

 FUS de Rabat
- Championnat du Maroc
  - Vice-champion en 2012

- Coupe de la CAF
  - Vainqueur en 2010

- Coupe du Trône
  - Vainqueur en 2010

 Maroc
- Coupe arabe des nations
  - Vainqueur en 2012